# Nealeurodicus petiolaris
Nealeurodicus petiolaris là một loài côn trùng cánh nửa trong họ Aleyrodidae, phân họ Aleurodicinae.
Nealeurodicus petiolaris được Martin miêu tả khoa học đầu tiên năm 2004.